# Tristão de Alencar Araripe
Tristão de Alencar Araripe (Icó, 7 de outubro de 1821 — Rio de Janeiro, 3 de junho de 1908) foi um escritor, magistrado, jurista, heraldista e político brasileiro.

## Biografia
Filho do coronel Tristão Gonçalves de Alencar Araripe (revolucionário da Confederação do Equador) e de D. Ana Tristão de Araripe - intitulada, Ana "Triste", após a morte do marido - foi estudar Direito na Faculdade de Direito do Largo de São Francisco, na então Província de São Paulo, tendo se graduado em 4 de novembro de 1845.
Passou por diversos cargos públicos, como juiz municipal de Fortaleza, em 1847; juiz de Direito de Bragança, na então Província do Pará, em 1854; juiz especial do Comércio, de Recife; desembargador das Relações da então Província da Bahia e da Província de São Paulo (das quais foi presidente) e da Corte; presidente do Rio Grande do Sul e da Província do Pará; ministro do Supremo Tribunal de Justiça; ministro da Justiça e da Fazenda (no governo do generalíssimo Deodoro); chefe de polícia na então Província do Espírito Santo (1856), Pernambuco (1858) e Ceará; conselheiro de Estado; presidente das províncias do Rio Grande do Sul e da então província do Pará por decreto de 30 de agosto de 1885, assumindo em 5 de outubro de 1885 e sendo exonerado do cargo em 16 de março de 1886; deputado da província do Ceará (em três legislaturas); oficial da Imperial Ordem da Rosa, por decreto de 24 de janeiro de 1874; e Membro de inúmeras associações culturais dentre elas o Instituto Histórico e Geográfico Brasileiro e da Sociedade de Geografia do Rio de Janeiro. Nomeado ministro do Supremo Tribunal Federal permaneceu no cargo até a sua aposentadoria, em 25 de janeiro de 1892.
Foi casado com sua prima-irmã Argentina Franklin de Alencar Lima, com quem teve oito filhos, entre os quais, Araripe Júnior, advogado e intelectual brasileiro e Argentina de Alencar Araripe, casada com João Tomé da Silva.
Faleceu na cidade do Rio de Janeiro, em 3 de julho de 1908, sendo sepultado no Cemitério São Francisco Xavier.
É Tio-Avô de seu homônimo, Marechal Tristão de Alencar Araripe (1894-1969).
É autor do desenho do brasão de Fortaleza e ainda compoz projetos de escudos, alguns excelentes, para todos os Estados e principais cidades do Brasil tais como Ouro Preto/MG, Curitiba/PR.